# Auburn Hills
Auburn Hills é uma cidade localizada no estado americano de Michigan, no Condado de Oakland, localizada na região metropolitana da cidade de Detroit. É em Auburn Hills que está sediada a montadora Chrysler (FCA US).

## Demografia
Segundo o censo americano de 2000, a sua população era de 19.837 habitantes. 
Em 2006, foi estimada uma população de 20.986, um aumento de 1149 (5.8%).

## Geografia
De acordo com o United States Census Bureau tem uma área de 43,0 km², dos quais 43,0 km² cobertos por terra e 0,0 km² cobertos por água.

## Localidades na vizinhança
O diagrama seguinte representa as localidades num raio de 12 km ao redor de Auburn Hills. 